# اولنا رونژینا
اولنا رونژینا (اوکراینی: Олена Іванівна Ронжина-Морозова؛ زادهٔ ۱۸ november ۱۹۷۰ (۵۴ سال)) ورزشکار روئینگ اهل اتحاد جماهیر شوروی سوسیالیستی است. او از برندگان مدال‌های بازی‌های المپیک تابستانی ۱۹۹۶ بود. وی همچنین از قایقرانان روئینگ بازی‌های المپیک تابستانی ۱۹۹۲، ۲۰۰۰ و ۲۰۰۴ بوده‌است.
وی در مسابقات کشوری و بین‌المللی در مجموع برندهٔ ۱ مدال نقره شده‌است.